# Moulin Rouge! (film)
Moulin Rouge! este un film australiano–american din 2001, regizat, produs și co-scenarizat de Baz Luhrmann. Este văzut ca o capodoperă cinematografică. Acest lucru se datorează coloanei sonore, decorurilor  și personajelor bine conturate.

## Rezumat
Moulin Rouge începe ca un spectacol. Cadrul este filmat din punctul de vedere al unui spectator într-o sală de teatru. Un dirijor excentric dă tonul orchestrei sale, iar cortina roșie se ridică dezvăluind numele companiei 20th Century Fox și secvența de introducere. Pelicula este de proastă calitate, imaginea tremurând și pătată îl duce pe cel ce vizionează în Parisul anului 1900. Pe parcursul secvenței, se proiectează în fundal umbra unei marionete dansând can-can, ovaționată de bărbați care își fac simțită prezența la picioarele acesteia prin jobenuri săltărețe.
Incipitul este prezentat în linii mari, ca o vedere în care sunt surprinse 5 elemente esențiale: Toulouse îmbrăcat pentru „Spectacular, spectacular”, palele luminate de la Moulin Rouge, hotelul „L’amour”, Turnul Eiffel și personajul principal, Christian. Orașul este o metaforă a Universului, care se învârte în jurul poveștii de dragoste dintre un poet, Christian, și a unei curtezane, Satine. În continuare, filmarea este făcută din perspectivă aeriană, de la cadru general (orașul văzut din nori) la particular (suburbia Parisului).
În primă fază este înfățișată realitatea care se potrivește cu viziunea tatălui. Camera parcurge străzile întunecate ale Parisului construite din carton, pictate și animate prin intermediul efectelor vizuale, oprindu-se pe stereotipurile umane care îl definesc ca un oraș al păcatului: un preot, prostituate, drogați și poetul distrus de eșecul în dragoste.  Imaginea Parisului a fost realizată pe baza unui set de colaje, creându-se astfel o machetă digitală.
Dualitatea lumilor lui Christian este redată de culori, în scena în care acesta se așază în fața mașinii de scris și cuprins de frenezia inspirației începe să își scrie piesa vieții. Accentul cade pe cadre mobile în ritmul dactilografierii literă cu literă pentru a arăta intensitatea momentului. Această acțiune este și un refren vizual, care îl surprinde singur, în secvențe de reacție, degradat de durere, căzut în patima alcoolului și furios.
Stând la masă, două surse de lumină îi conturează fața. Una este cea din exterior – albăstruie(dreapta) și cea din interior – roșiatică(stânga).
Roșul este o culoare simbolică pentru feminitate. Reprezintă căldură, pasiune, erotism, putere. Este o culoare stridentă, ceea ce îi dă o notă de agresivitate și curaj. Acest fapt este valabil și pentru scenele din film în care predomină. Albastrul este o culoare rece care aparține masculinului și simbolizează calm, singurătate, tristețe.
Ca  o imagine clișeizată, lumina atmosferică din timpul nopții este albastră în concordanță cu trăirile depresive ale scriitorului. În timp ce apasă tastele mașinii, cuvintele sale prind viață.
Orașul e gri și întunecat, dar interiorul Moulin Rouge-ului este plin de viață și culoare. Costumele reflectă personalitatea dansatoarelor. Toate acestea sunt diferite și construite pe principiile rochiilor acelor locuri și timpuri, exceptându-se ciorapii de lână, care ar fi luat din feminitate. Garderoba a fost constituită din 400 de costume. Toulouse-Lautrec a fost sursa de inspirație asupra culorilor folosite. În picturile sale extravagante predomină oranj, roșu, roz, negru și alb.
Pentru a reda excentricitatea dansatoarelor s-au utilizat 84 de peruci: roșcat intens, portocaliu, blond auriu și negru albăstrui. Imaginile sunt derulate cu încetinitorul, pentru a surprinde reacțiile celor din bordel. Machiaje stridente, rochii colorate cu rânduri întregi de volane, reacții vulgare, gesturi indecente. Filmarea devine circulară când se revine în prezent pentru a da o stare de amețeală și se oprește asupra lui Christian. Cadrul se ridică din animatul Moulin Rouge, derulând imaginile până se ajunge deasupra  Parisului din toiul nopții. Orașul capătă altă culoare, fiind prezentat în maniera naivă și idealistă a unui tânăr boem. Camera de filmat reia, pornind din gara Montmartre, elementele vieții de suburbie pariziană, dar cu diferențe: orașul civilizat, preotul (întruchipat de tată), prostituatele dispar, iar drogații au fost înlocuiți de muzicieni – copiii revoluției.
Scena în care novicele intră în anturajul lui Toulouse, este o scenă cu o compoziție complexă. Sunt folosite unghiuri înalte pentru a reda momentul din perspective diferite, fie a lui Christian, fie a lui Lautrec; unghi opus unghiului în timpul conversațiilor pentru a diferenția nou venitul de restul grupului; unghiuri complementare, toate din camere fixe. Lumina în principiu este naturală, dar se simt și surse artificiale după cum pică umbra pe personaje. Acțiunea are loc într-o cameră de hotel ieftină și în paragină. Actorul argentinian cade prin tavan în camera tânărului. Este mizerie, dezordine, bucăți din decoruri, instrumente muzicale, materiale textile – tot ce este necesar pentru a construi recuzita unui spectacol mic. Vestimentația actorilor este caraghioasă și colorată. O imagine simetrică este cea în care Toulouse îi joacă o festă lui Satine. Pe de o parte este Christian cu echipa lui de artiști boemi, iar pe cealaltă este Ziddler cu Ducele și garda sa de corp. Aici fiind un alt clișeu – personajul negativ, întruchipat de Duce, are ca ajutor un tip mare și musculos. Același decor de catifea roșie cu ciucuri aurii, oglinda cu ramă sculptată și mese, doar personajele diferă.
Satine este o frumoasă curtezană, roșcată, cu ochi albaștri, susținută de Zidler în ascensiunea ei. Acest lucru este remarcat printr-o garderobă pretențioasă, din materiale scumpe și diverse, în culori intense. Predomină roșu și negru pentru a scoate în evidență feminitatea și erotismul. Are propriul ei apartament într-o construcție personalizată – un elefant. La constituirea acelui elefant s-a folosit papier mache și este înalt cât 3 etaje. În capul său este camera roșie, o cameră tapițată cu catifea roșie deoarece într-o astefl de încăpere în care aceastea culoare este sporadic folosită oamenii tind să piardă noțiunea timpului, plină de pernuțe și obiecte pentru decor inutile, cu scopul de a reda opulența, cu influențe exotice, orientale.
Numele său de scenă este Diamantul Strălucitor, iar când își face apariția pe scenă o face într-un mod grandios. Pentru a a atrage atenția, de sus cad confetti argintii, iar o multitudine de fețe masculine ridică privirea la unison. Satine are pielea sidefată și este îmbrăcată într-un costum cu strasuri și coboară într-un leagăn. O altă imagine simetrică se formează încadrându-i pe Duce și Christian, spate în spate, despărțiți de un perete. Această intrare spectaculoasă este filmată din unghiuri diferite pentru a surprinde fiecare mișcare și reacție - unghiuri superioare, inferioare, laterale, surprinse de camere fixe, mobile, în filmări circulare sau cu zoom. Farmecul aparte al acestei curtezane este redat în scena în care este ridicată și susținută de mâinile tuturor bărbaților din Moulin Rouge, care se învârteau în jurul acesteia parcă hipnotizați. Contrastul dintre costumul strălucitor al lui Satine și multitudinea de jobenuri negre este de un mare impact vizual redând puterea ascunsă într-un bordel a femeii asupra bărbatului.
De dragul spectacolului, eroina își schimbă vestimentația cu un superb costum bătut cu diamante și rânduri de pene subțiri în degrade de la roz pal la alb. Pentru a-l impresiona pe investitorul ei, alege să îmbrace o rochie de un roșu aprins a cărei corset bine strâns îi va contura silueta de clepsidră și mănuși lungi, negre. Părul și-l va aranja în coc. În camera roșie va fi senzuală, o ispită, și poartă o lenjerie neagră formată din corset cu jartiere și un capot transparent ce alunecă pe formele ei divine în timp ce pășește ca o felină. Când stă în casă are haine lejere, vaporoase, din mătase, crem – ca și cum ar fi dat masca de scenă jos și a ieșit la iveală o femeie romantică. Pentru orice apariție din timpul repetițiilor, rochiile sale sunt rigide și toate sunt roșu cu negru sau vișinii. Toate aceste accente și contraste îi dezvăluie personalitatea pasională și puternică.
O acțiune clișeizată este tusea care devine un simbol al unei boli incurabile. Satine scuipă și sânge în momentul în care tușește, ceea ce e un semn de boală avansată și îi grăbește moartea. Cu cât se apropie de pasul final, garderoba ei devine neagră și inexpresivă. O scenă filmată cu o cameră mobilă și circular este cea în care Satine fuge de la Duce și se refugiază în brațele lui Christian. Este exprimată în acest fel tensiunea, drama și poate fi interpretată ca o metaforă pentru expresia „lucrurile au luat altă întorsătură”. Dar „the show must go on”, iar Spectacular Spectacular este pus în scena noului cabaret transformat în teatru cu prețul lui Satine. Regizat haotic, cu influențe orientale, o multitudine de costume, decoruri, opulență inutilă, piesa are un final surprinzător. Christian, ca și la începutul filmului, preia rolul argentinianului intrând în contact cu frumoasa curtezană. Istoria de repetă, dar pune și punctul aici, eroina murind în brațele scriitorului. Scenă realizată complex din toate punctele de vedere, inclusiv cea a personajelor, dioramelor, cadrelor, luminilor și unghiurilor de filmare.
Un kitsch, o artă a urâtului, un film extraordinar cu co calitate a tuturor aspectelor vizuale. Simularea filmărilor tremurate, crearea unui Paris digital, excentricitatea costumelor, amploarea decorurilor, talentul actorilor, toate acestea fac rețeta unui film de Oscar.

## Personaje
- Nicole Kidman ca Satine
- Ewan McGregor ca Christian
- Jim Broadbent ca Harold Zidler
- Richard Roxburgh ca Ducele de Monroth
- John Leguizamo ca Henri de Toulouse-Lautrec
- Jacek Koman ca argentinean narcoleptic
- Caroline O'Connor ca Nini Legs-in-the-Air
- Garry McDonald ca Doctorul
- Keith Robinson ca Le Pétomane
- Natalie Mendoza ca China Doll
- David Wenham ca Audrey
- Kiruna Stamell ca La Petite Princesse
- Kylie Minogue ca Zâna verde